# Ki Tae-young
Kim Yong-woo (hangul: 김용우, hanja: 金容佑, RR: Gim Yong-u), conocido artísticamente como Ki Tae-young (hangul: 기태영, hanja: 奇太映, RR: Gi Tae-yeong), es un actor y cantante surcoreano.

## Biografía
Estudió cine y teatro en la Universidad de Daejin.
Es amigo del cantante surcoreano Taeyang.
El 11 de mayo de 2011 anunció que estaba comprometido con su novia la actriz Eugene. La pareja se casó el 23 de julio de 2011 en la Iglesia Central de Seúl en Anyang, Gyeonggi-do. El 12 de abril de 2015 le dieron la bienvenida a su primera hija, Kim Ro-hee y el 18 de agosto de 2018 a su segunda hija, Kim Ro-rin.

## Carrera
Es miembro de la agencia In Company (인컴퍼니). Previamente formó parte de la agencia J-Stars Entertainment.
En febrero de 2008 se unió al elenco recurrente de la serie Mom's Dead Upset donde interpretó a Kim Jung-hyun, un joven que no está impresionado por la riqueza o el poder y que por primera vez se rebela contra su madre para poder casarse con Na Youngmi (Lee Yoo-ri).
En 2010 apareció como invitado en el vigésimo episodio de la serie Jejungwon donde dio vida al hijo de Jwauijeong, el consejero del estado y un pretendiente de Young-in (Lee Jin).
En agosto de 2011 se unió al elenco recurrente de la serie To the Beautiful You donde interpretó a Jang Min-woo, un maestro y médico quien luego de descubrir que Jae-hee en realidad es una mujer haciéndose pasar por hombre, decide convertirse en su confidente.
En junio de 2013 se unió al elenco de la serie The Scandal donde dio vida al abogado Jang Eun-joong, el hijo de Jang Tae-ha (Park Sang-min) y Yoon Hwa-young (Shin Eun-kyung).
El 26 de noviembre de 2016 apareció como invitado durante el décimo episodio de la serie Listen to Love (también conocida como "My Wife's Having an Affair this Week") donde interpretó al hombre que está tomando con An Joon-young (Lee Sang-yeob) y Kwon Bo-young (BoA).
En marzo de 2019 se unió al elenco recurrente de la serie Mother of Mine (también conocida como "My Daughter Who is the Prettiest in the World") donde dio vida Kim Woo-jin, un empleado de la editorial Doldamgil.

## Filmografía

### Series de televisión
| Año         | Título                                        | Personaje          | Notas                          |
| ----------- | --------------------------------------------- | ------------------ | ------------------------------ |
| 2022-23     | El tranvía                                    | Choi Ki-young      | [ 19 ]                         |
| 2019        | Mother of Mine                                | Kim Woo-jin        |                                |
| 2016        | Listen to Love                                | Hombre Tomando     | ep. #10 - (aparición especial) |
| 2015        | The Virtual Bride                             | Kang Joon-soo      |                                |
| 2014 - 2015 | Make Your Wish                                | Kang Jin-hee       | 122 episodios                  |
| 2013        | Drama Special Season 4 - "Neighborhood Watch" | Kang Hee-cheol     | 1 episodio                     |
| 2013        | The Scandal                                   | Jang Eun-joong     |                                |
| 2013        | Case Number 113                               | Jang Joon-suk      | 2 episodios                    |
| 2012        | Drama Special Season 3 - "Mellow in May"      | Park Dong-hoon     | 1 episodio                     |
| 2011 - 2012 | To the Beautiful You                          | Dr. Jang Min-woo   |                                |
| 2011 - 2012 | Living in Style                               | Choi Shin-hyung    |                                |
| 2011        | Royal Family                                  | Kang Choong-ki     |                                |
| 2010        | MBC Best Theater - "I Will Teach You Love"    | Kwon Tae-jun       | 1 episodio                     |
| 2010        | Jejungwon                                     | Hijo de Jwauijeong | ep. #22 - (aparición especial) |
| 2009 - 2010 | Creating Destiny                              | Kim Yeo-joon       | 31 episodios                   |
| 2008 - 2009 | Star's Lover                                  | Son Ha-young       |                                |
| 2008 - 2009 | Terroir                                       | Joey Park          | 20 episodios                   |
| 2008        | Mom's Dead Upset                              | Kim Jung-hyun      |                                |
| 2007        | Behind the White Tower                        | Yeom Dong-il       |                                |
| 2006        | MBC Best Theater - "Tongjeong"                | Eunuco Ji-gyeom    |                                |
| 2005        | HDTV Literature - "The Outdoor Lamp"          | Seo Young-woo      |                                |
| 2001        | Still Love                                    | Dong-joon          |                                |
| 2000        | Kaist                                         | Ki Tae-hoon        |                                |
| 1999        | School 2                                      | Yoo Shin-hwa       | 42 episodios                   |
| 1998        | Vectorman: Warriors of the Earth              | Vectorman Eagle    |                                |
| 1997        | New Generation Report: Adults Just Don't Know | -                  |                                |

### Películas
| Año  | Título                         | Personaje       | Notas                                              |
| ---- | ------------------------------ | --------------- | -------------------------------------------------- |
| 2015 | Han River                      | Kang Myung-joon |                                                    |
| 2012 | In Between - "A Time to Leave" | He              |                                                    |
| 2011 | A Reason to Live               | Sang-woo        | junto a Song Hye-kyo, Nam Ji-hyun y Song Chang-eui |

### Programas de variedades
| Año         | Título                   | Notas                   |
| ----------- | ------------------------ | ----------------------- |
| 2019        | Life Bar                 | (ep. #106) - invitado   |
| 2019        | I Want to Live Like This | junto a Eugene          |
| 2016 - 2018 | The Return of Superman   | (ep. #14-210) - miembro |
| 2015        | Stars with Two Jobs      | [ 27 ]                  |
| 2014        | I Live Alone             | (ep. #53) - invitado    |
| 2014        | Happy Together: Season 3 | (ep. #373) - invitado   |
| 2013        | Duty Clear               | [ 28 ]                  |
| 2012        | Super Couple Diary       | junto a Eugene          |

### Aparición en videos musicales
| Año  | Artista | Canción          | Notas |
| ---- | ------- | ---------------- | ----- |
| 2004 | Wax     | "Why I Love You" |       |

### Revistas / sesiones fotográficas
| Año  | Título            | Notas  |
| ---- | ----------------- | ------ |
| 2019 | International bnt | [ 30 ] |

### Anuncios
| Año  | Título      | Notas |
| ---- | ----------- | ----- |
| 2017 | Caffe Latte |       |

## Fan meetings
| Año        | Título                            | Notas         |
| ---------- | --------------------------------- | ------------- |
| 2011, 2012 | Ki Tae-young Fan meeting in Japan | [ 31 ] [ 32 ] |

## Discografía
| Fecha de lanzamiento | Información                                                                                    | Canciones | Notas                           |
| -------------------- | ---------------------------------------------------------------------------------------------- | --- | ------------------------------- |
| 23 de julio de 2012  | Título: 오 나의 요정 (Oh My Fairy) Formato: Single Discografía: SP&J Entertainment, Sony Music | 1. 오 나의 요정 (Oh My Fairy) | junto a Tommy                   |
| 23 de abril de 2012  | Título: Cherish Formato: EP Discografía: SP&J Entertainment, Sony Music                        | 1. 그대뿐이죠 (Only You) 2. 행복한 사람 (Happy Person) 3. 오 나의 요정 (Oh My Fairy) 4. 행복한 사람 (Happy Person) (feat. J-Hwan) 5. 그대뿐이죠 (Only You) (Inst.) | - junto a J-Hwan (instrumental) |
| 16 de abril de 2012  | Título: 행복한 사람 (Happy Person) Formato: Single Discografía: SP&J Entertainment, Sony Music | 1. 행복한 사람 (Happy Person) 2. 행복한 사람 (Happy Person) | - junto a J-Hwan                |

## Premios y nominaciones
| Año  | Categoría                                 | Premio                       | Trabajo                | Resultado |
| ---- | ----------------------------------------- | ---------------------------- | ---------------------- | --------- |
| 2016 | Excellence Award in Long Drama (Male)     | 2019 KBS Drama Award         | Mother of Mine         | Ganó      |
| 2016 | Excellence Award, Variety                 | 15th KBS Entertainment Award | The Return of Superman | Ganó      |
| 2014 | Excellence Award, Actor in a Serial Drama | MBC Drama Award              | Make a Wish            | Nominado  |
| 2008 | Best New Actor                            | KBS Drama Award              | Mom's Dead Upset       | Nominado  |